# 리틀인디아역

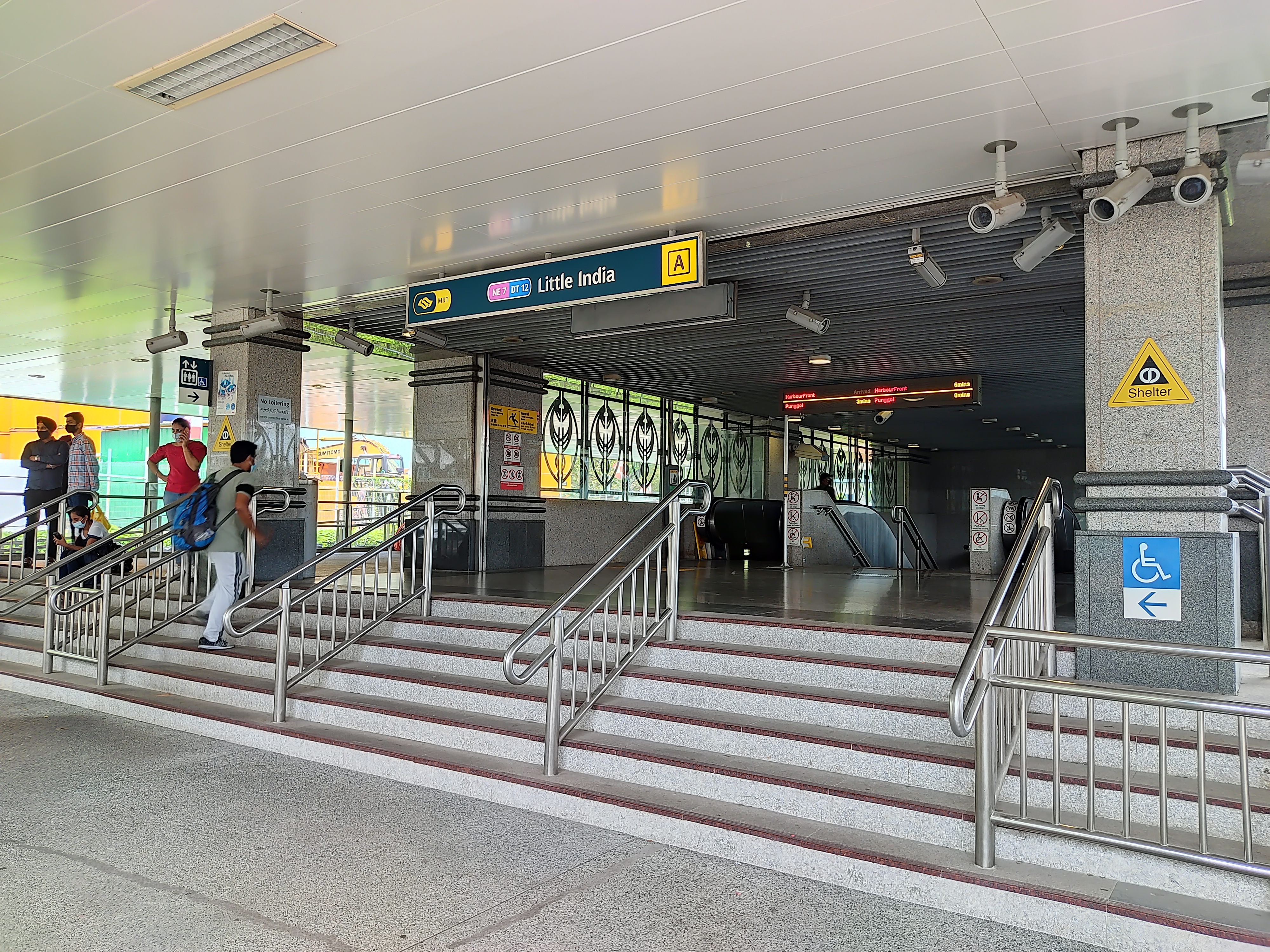

리틀인디아역(Little India MRT station)은 노스이스트(NEL) 및 다운타운(DTL) 노선의 지하 MRT(Mass Rapid Transit) 환승역이다. 이 역은 부킷 티마 로드(Bukit Timah Road)와 레이스 코스 로드(Race Course Road)의 교차점에 위치하며 소수 민족 지역인 리틀 인디아(Little India)에 서비스를 제공한다. 역 주변의 여러 랜드마크로는 KK 여성 및 아동 병원, 테카 마켓, 육상교통국 본부 등이 있다.
"Kandang Kerbau MRT station"으로 처음 발표된 이 공사에서는 해당 지역의 교통 흐름을 유지하기 위해 금속 데크를 사용해야 했다. 역 건설 중에 금 장신구가 달린 해골도 발견되었다. NEL 역은 2003년 6월 20일에 개통되었다. 2007년 3월 NEL이 이 역에서 DTL과 교환할 것이라고 발표되었다. DTL 플랫폼은 라인 2단계의 일부로 2015년 12월 27일에 개장했다.
이 역은 인도 전통을 반영하도록 설계되었으며, 특히 벽의 금속 그릴에 있는 나뭇잎 모양의 패턴과 DTL 역의 인도 사리에서 영감을 받은 흐르는 듯한 패브릭 테마가 특징이다. 이 스테이션에는 S. 찬드라세카란의 과거의 회고록(Memoirs of the Past)과 그레이스 탠(Grace Tan)의 우븐 필드(Woven Field)라는 두 개의 아트 인 트랜싯 작품이 전시되어 있다.